# Дальник (река)
Дальник (укр. Дальник) — небольшая степная река на Украине, протекает в пределах Беляевского и Овидиопольского районов Одесской области. Впадает в Сухой лиман (бассейн Чёрного моря). Название происходит от крымскотат. dallıq, даллыкъ — место, заросшее кустами.

## Описание

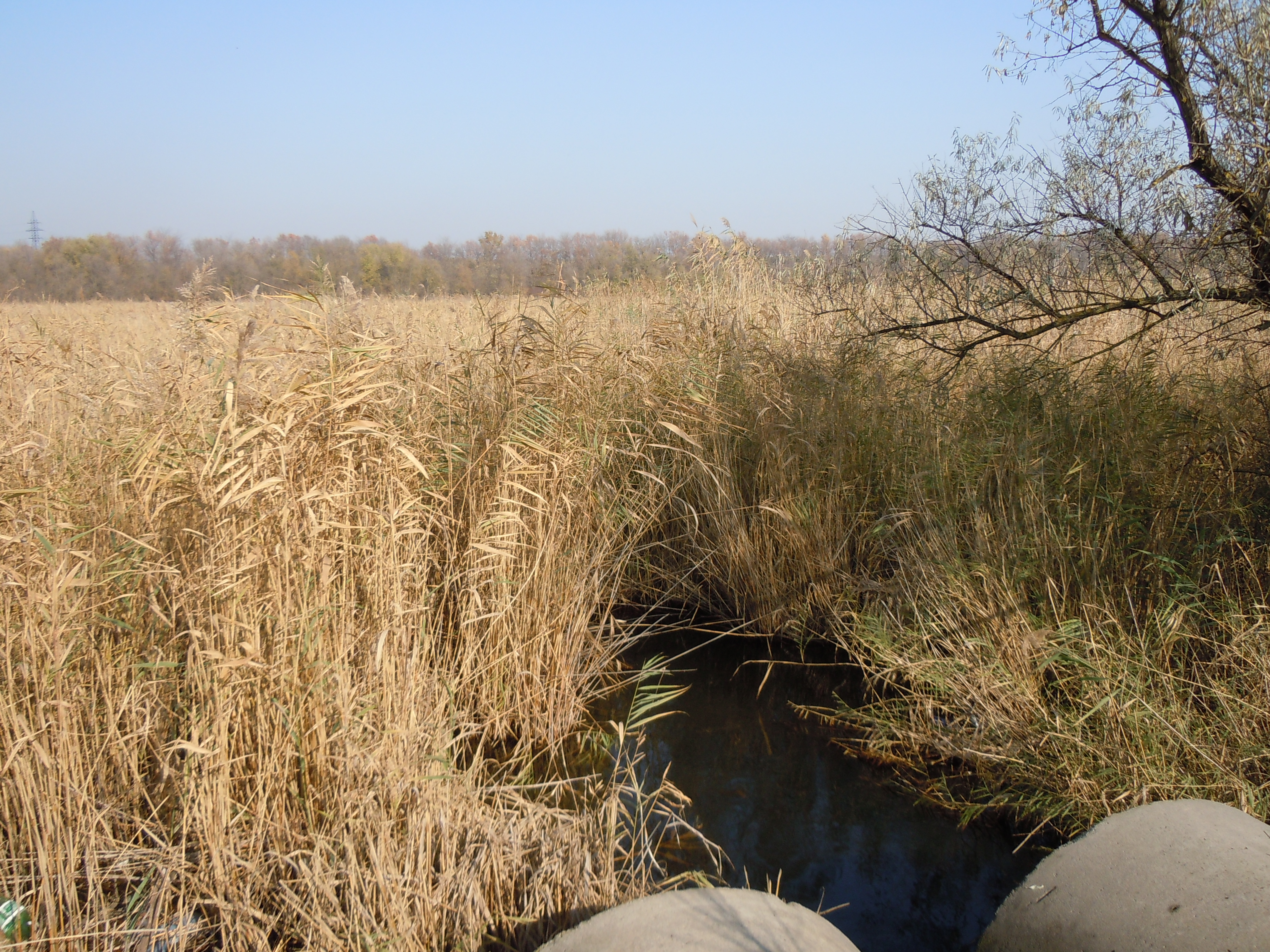
Место впадения реки в Сухой лиман

Дальник берёт начало западнее села Дачного. Течёт на юг и частично на юго-восток. В приустьевой части делает несколько зигзагообразных излучин. Впадает в Сухой лиман к северо-востоку от села Новая Долина. На реке расположены сёла Великий Дальник и Новая Долина.
Длина реки составляет 18 км, площадь бассейна — 175 км². Долина сравнительно неглубокая. Русло умеренно извилистое, в нижнем течении местами заболоченное, в верховьях часто пересыхает. Сооружено несколько прудов.